# Cyrtotyphlus
Genre
Cyrtotyphlus est un genre de coléoptères de la famille des Staphylinidae, de la sous-famille des Leptotyphlinae et de la tribu des Entomoculiini.

## Espèces
Cyrtotyphlus alfredoi - 
Cyrtotyphlus bohiniensis - 
Cyrtotyphlus bonadonai - 
Cyrtotyphlus convexus (type) - 
Cyrtotyphlus elegans - 
Cyrtotyphlus euganeensis - 
Cyrtotyphlus kaiseri - 
Cyrtotyphlus meridio - 
Cyrtotyphlus thracicus - 
Cyrtotyphlus winkleri
Noms en synonymie
- Cyrtotyphlus apulus, un synonyme de Neocyrtotyphlus apulus